# Военная комендатура Санкт-Петербурга

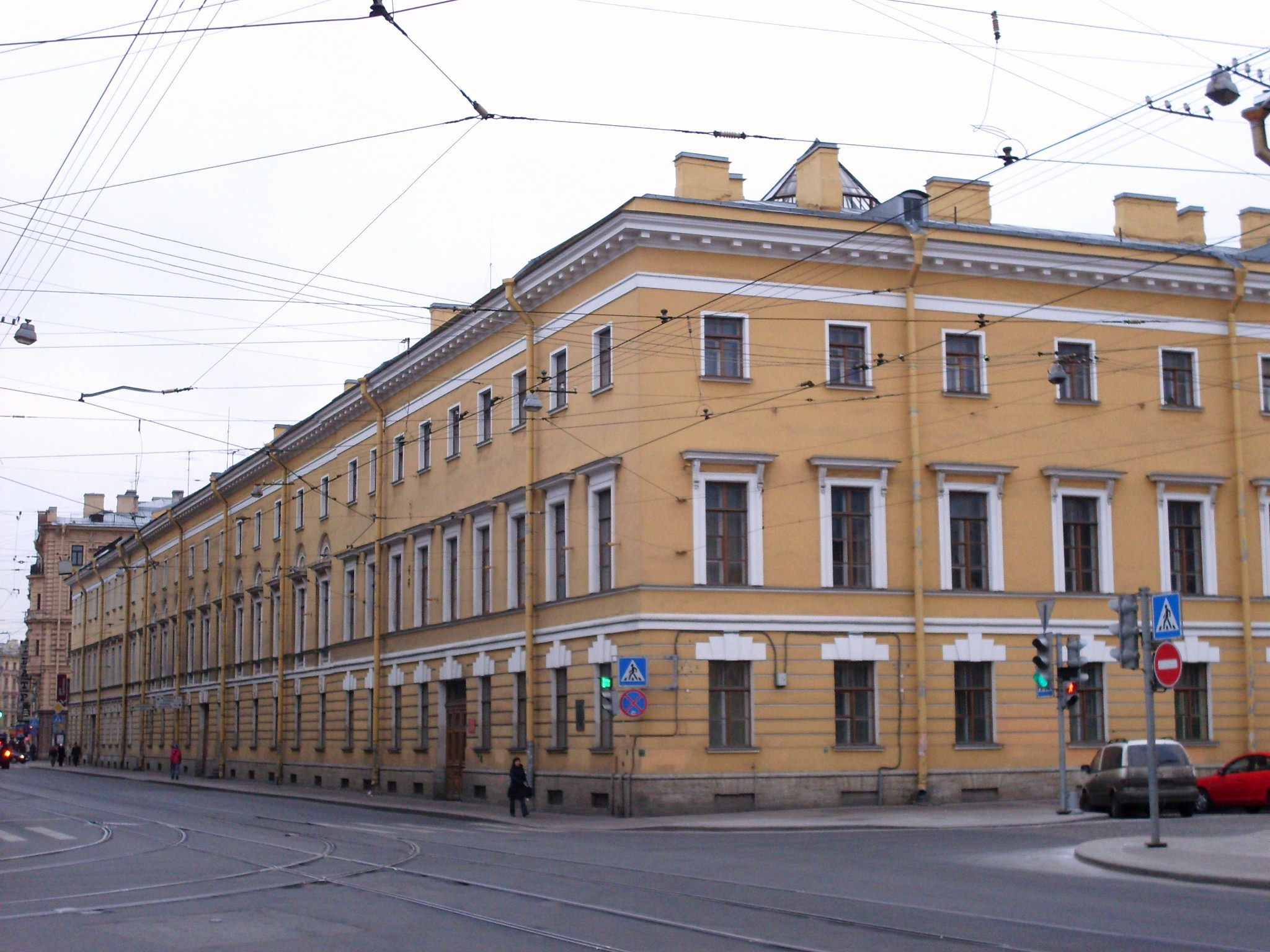
Здание военной комендатуры Санкт-Петербурга

Военная комендатура Санкт-Петербурга — основной орган управления комендантской службой Санкт-Петербурга.

## История

### До революции

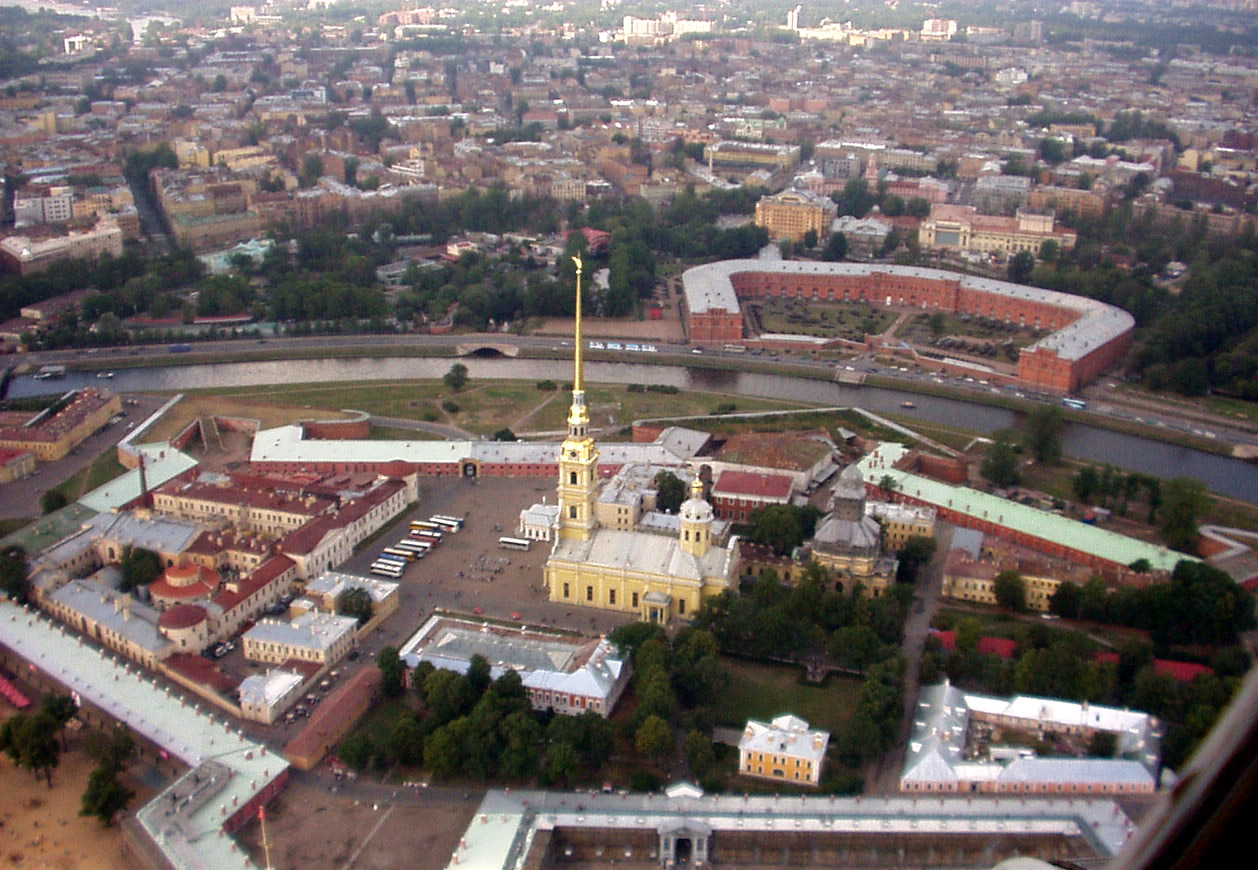
Вид на Петропавловскую крепость

Военная комендатура города Санкт-Петербурга свою историю ведет с 1796 года, до этого времени в Петербурге комендантского управления (ордонансгауза) не существовало, была только комендатура Петропавловской крепости, комендант которой назначался лично Всероссийским императором.

7 (18) ноября 1796 года первым комендантом, по приказу императора Павла I был назначен его гатчинский обер-комендант полковник Алексей Андреевич Аракчеев. Цель учреждения должности коменданта вытекала из предназначенного ему круга служебных обязанностей. Павел I, проводя военные реформы, хотел знать все, что происходит и делается в столичном гарнизоне, то есть, как прививаются его нововведения, как несется служба и так далее. Он интересовался не только нравственным состоянием и поведением офицеров, но и нравственностью нижних чинов. В связи с этим, утвердив обязанности коменданта, он в то же время поставил командиров частей в полную от него зависимость. Комендант знал все, что делается в воинских частях и, являлся ежедневно к императору с рапортом о состоянии дел в гарнизоне и для ответов на вопросы, касающиеся службы в столице.

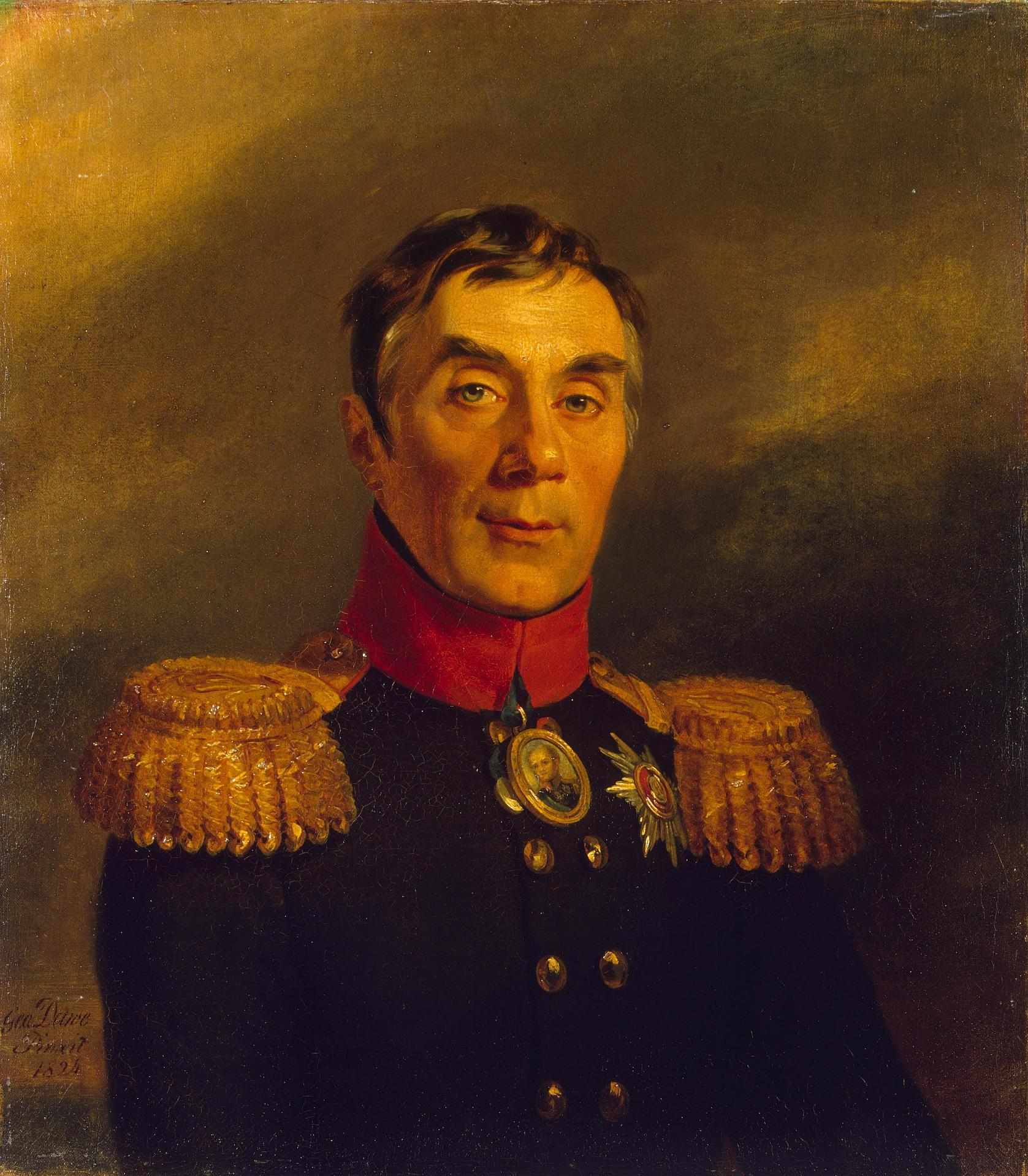
Аракчеев А. А.

Вслед за назначением коменданта было утверждено «Положение военного коменданта и всех чинов по этим должностям, касающимся в Петербургском гарнизоне» с приложенным к нему штатом. Образовавшееся управление носило название «ордонансгауз» (от французского ordonnance — приказ, указание).
Обязанности коменданта и чинов, состоящих в его подчинении, претерпели изменения с введением 26 ноября 1796 года в действие Устава гарнизонной службы, который определял коменданту следующие задачи:
- определить командирам воинских частей место сбора по тревоге или в случае пожара. При объявлении сбора самому первым прибыть на место.
- проводить разводы караулов, следить за тем, чтобы воинские команды правильно занимали отведенные им места, соблюдали порядок построения, имели образцовую форму одежды и внешний вид.
- отвечать за организацию караульной службы в городе, равномерное распределение караулов.
- обеспечивать соблюдение должной субординации между офицерами, высокую дисциплину офицеров и нижних чинов.
- готовить и отправлять воинские команды для защиты местного населения от разбойников.

Командиры воинских частей доносили о чрезвычайных происшествиях коменданту города. Только испросив у него разрешение, можно было проводить учения, начинать стрельбы, хоронить умерших, отправлять подчиненных в отпуск, назначать команды на работы. Без ведома коменданта они не могли применять к офицерам арест или производить какие-либо другие наказания. Например, только комендант мог дать разрешение наказывать рядовых проведением через строй. Командиры в армии получили право применять к унтер-офицерам и рядовым только взыскания легкой степени и обязательно должны были доложить об этом коменданту города. Без разрешения коменданта города офицеры не могли ночевать за пределами гарнизона. Перед разводом и после развода дежурные по караулам и начальники караулов прибывали к коменданту для получения соответствующих указаний. Нижние чины воинских частей для увольнения за пределы гарнизона получали у коменданта города пропуска, без которых они не могли пройти через караулы на городских заставах. Приехавший в Санкт-Петербург дворянин, то есть всякий, за исключением, как было сказано в уставе, «низкого народа», обязан был представиться коменданту. Комендантам так же поручалось разбирать спорные дела между местными жителями и военными, и применять к виновным необходимые меры наказания.
В период с 1796 по 1826 год военная комендатура (ордонансгауз) размещалась на Миллионной улице в доме № 21, близ Зимнего дворца, в котором её офицеры несли службу.
С 1803 года при императоре Александре I чинам управления было даровано право считать службу в комендатуре наравне со служащими в полевых полках со всеми преимуществами полевой службы. С 1808 года коменданты городов и крепостей получили право лично докладывать Александру I обо всех чрезвычайных происшествиях. В этом же году коменданту Санкт-Петербурга было поручено присутствовать при отборе новобранцев (рекрутов) в «казенной палате».
С началом Отечественной войны 1812 года на коменданта Санкт-Петербурга генерала-майора Павла Яковлевича Башуцкого и его офицеров была возложена обязанность обучения всего городского ополчения и создание запасных батальонов для походов действующей армии. К февралю 1813 года офицерами «Ордонансгауза» из добровольцев был сформирован, обучен и вооружен 41 батальон, преобразованный в 1-й пехотный корпус резервной армии. 12 июня 1813 года генерал-майор П. Я. Башуцкий повел обученные им батальоны в действующую армию.
В 1816 году был утверждён устав «О службе в гарнизоне», согласно которому сокращались некоторые полномочия комендантов. Так, коменданты освобождались от необходимости лично вникать во все вопросы жизни города и получали возможность больше уделять внимания жизни гарнизона.

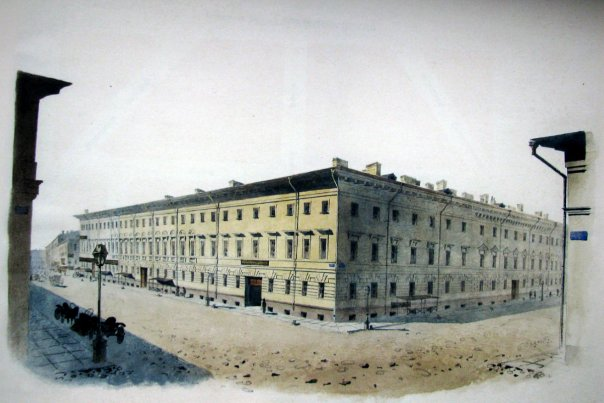
Вид ордонансгауза в 1862 году. Акварель Ф. Ф. Баганца

В 1824—1826 годах рядом с Михайловским дворцом и Инженерным замком, на углу Садовой и Инженерной улиц по проекту Карла Росси архитектором Михайловым А. А. было построено здание Комендантского управления — памятник архитектуры позднего русского классицизма. Уличные фасады трёхэтажного здания, имеющие форму замкнутого прямоугольника с внутренним двором в центре, соответствовали ансамблевой застройке Михайловской площади. Примечательно, что место под строительство «Ордонансгауза» было определено ещё Павлом I, резиденция которого находилась в Инженерном замке.
После холерного бунта на Сенной площади 22 июня 1831 года, в разрешении которого важную роль сыграл гарнизонный караул гауптвахты под командованием коменданта П. Я. Башуцкого, император Николай I в 1832 году подтвердил обязанность комендантов и других местных военачальников лично и с особой строгостью осматривать госпитали и лазареты. В том же году последовало предписание командирам полков и других воинских команд при проходе через города и крепости рапортовать коменданту о состоянии их команд.

Карикатура М. Ю. Лермонтова на Г. А. Захаржевского. 1841 год. «Поспешает на тревогу»

В 1840 году в комендантском управлении на гауптвахте содержался арестованный комендантом Григорием Захаржевским после дуэли с де Барантом Михаил Лермонтов. Здесь его посетил Виссарион Белинский — это была их первая встреча.
С 1860 года, согласно уставу «О службе в гарнизоне», принятому Александром II, комендантское управление города было подчинено командующему войск гвардии и Петербургского военного округа. Городские коменданты назначались «особыми Государь Императора Высочайшими приказами».
В 1877—1878 годах, кроме прочих обязанностей, на коменданта города была возложена забота о размещении в госпиталях раненых и больных, прибывающих с театра военных действий. Заботами комендантского управления все раненые, прибывшие в город, размещались по госпиталям, больницам и частным приютам.
С 1890 года главной обязанностью коменданта города стало точное исполнение службы в гарнизонных караулах, многие из которых имели особое государственное значение. Под охраной состояли резиденции императорской семьи, безопасность общественных праздников и торжеств с высочайшим участием, охрана важнейших государственных учреждений, банков, порядка на улицах столицы. Комендант нес строгую ответственность за содержание караульных домов, караульных помещений, составление таблиц постов и инструкций. В соответствии со служебной инструкцией, утверждённой комендантом, санкт-петербургские комендантские адъютанты, кроме выполнения уставных обязанностей, несли дежурство в Зимнем дворце, при нахождении там императоров, стояли дежурными по комендантскому управлению, привлекались для обеспечения порядка на пожарах, на высочайших выходах, молебнах, похоронах воинских чинов, а также в театрах, концертах, увеселительных местах для проверки караулов и для пресечения беспорядков и бесчинств среди военнослужащих.
До 1917 года офицеры, находясь в отпуске в Санкт-Петербурге, обращались в отпускное отделение комендантского управления города за разрешением на вступление в брак, увольнение в отставку или увольнение в запас, о помещении в госпиталь, за получением вида на жительство, взамен утерянного, проездных документов на проезд по железным дорогам, театральных контрамарок, денежного довольствия, в том числе и по продовольственным аттестатам, а также прогонных и суточных на время нахождений в госпиталях, квартирных денег. Кроме того, управление по снабжению денежным довольствием комендатуры Санкт-Петербурга выдавало денежные пособия женам и родственникам душевнобольных офицеров и служащих военного ведомства, помещенных в госпитали воинских частей, расположенных вне Санкт-Петербурга. На гауптвахте Санкт-Петербургской комендатуры содержались низшие чины, находящиеся под судом и следствием. Подследственные, осужденные и дезертиры размещались в разных камерах, а дисциплинарно-арестованные нижние чины — в особых карцерах.
В связи с угрозой Первой мировой войны появилась необходимость в постройке оборонительных укреплений Кронштадта. Главным руководителем этих работ был инженер-генерал Н. М. Николенко, комендант Кронштадтской крепости (5 марта 1911 года — 23 марта 1914 года). В целях лучшего руководства обороной города и эффективного использования его оборонительных сооружений в войне 23 марта 1914 года Николенко Н. М. был назначен комендантом Санкт-Петербурга.

С 31 августа 1914 года комендатура города была переименована в Петроградское комендантское управление.

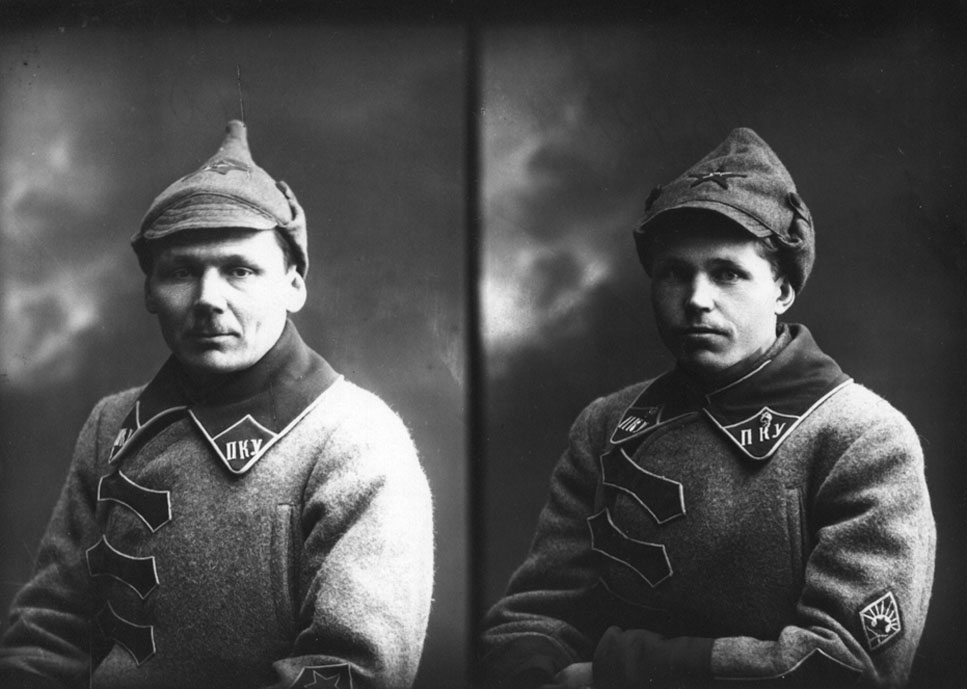
Члены музыкальной команды Петроградского комендантского управления

### Послереволюционный период
Уже на второй день после штурма Зимнего дворца, решением Петроградского военно-революционного комитета по указанию Владимира Ленина, была создана коллегия Главной Петроградской комендатуры в составе трёх человек (В. Я. Колпакчи, А. П. Ананьин, А. Я. Клявс-Клявин).

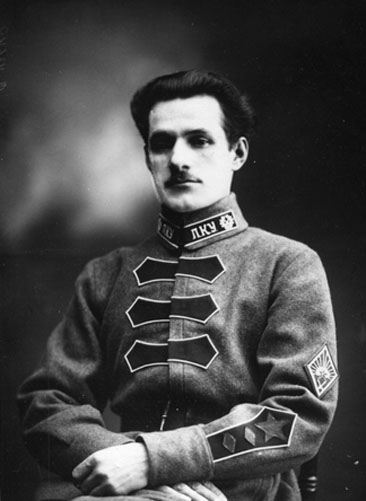
Военный комендант Петрограда 1921—1935 командир РККА Федоров В. Ф.

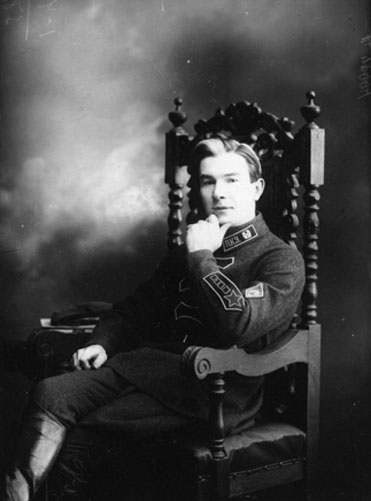
Козлов Б. Г. начальник караульно-штрафного отдела Петроградского комендантского управления 1922

27 ноября 1918 года приказом комиссариата по военным делам города Петрограда и Петроградской губернии № 65 было образовано Управление Главной Петроградской комендатуры Красной армии. Этим же приказом Главным Петроградским комендантом назначен А. Я. Клявс-Клявин (1917—1920 годы). С февраля 1924 года управление носило название Ленинградского комендантского управления. 

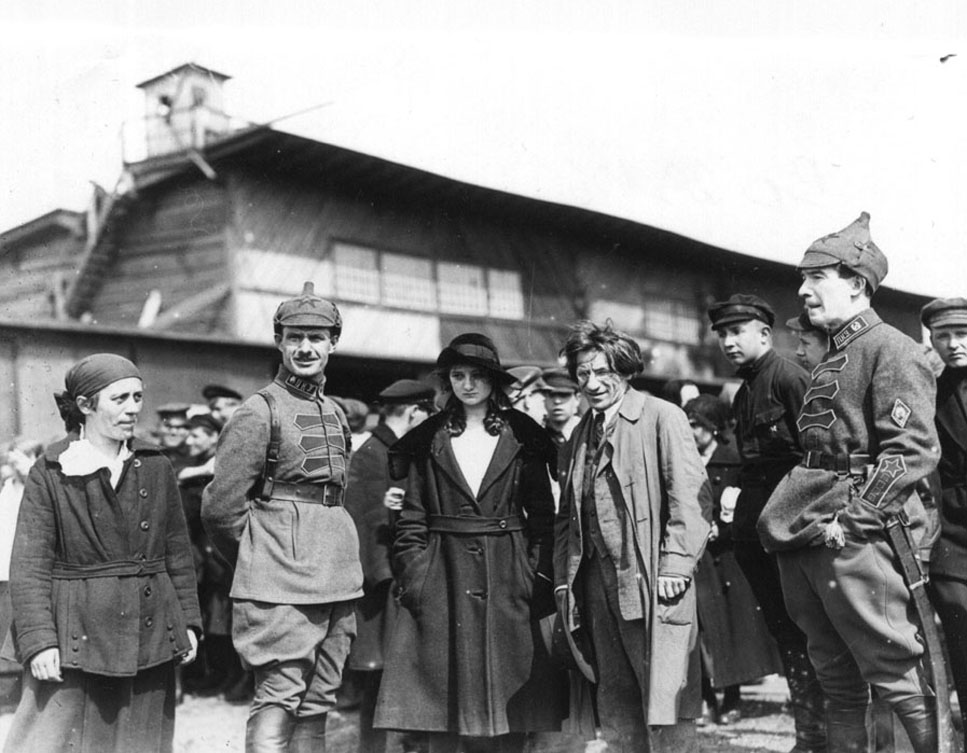
Офицеры Петроградского комендантского управления 1922

В этот период состав комендатуры наряду с организацией караульной службы и охраны большого количества объектов города важное значение придавал патрульной службе, в которой принимали участие не только военнослужащие комендатуры, но и сотрудники ВЧК, рабочие фабрик, заводов. В условиях гражданской войны в городе решались задачи по организации жесткого пропускного режима, сохранения продовольствия, организации специального контроля.
В 1921—1926 году комендантское управление возглавляло работу в частях гарнизона и среди жителей города по сбору пожертвований в помощь голодающим Поволжья.
В 1935 году народным комиссаром обороны была утверждена «Инструкция по комендантской службе», которая упорядочила многие вопросы несения гарнизонной и караульной службы.

### Великая Отечественная война

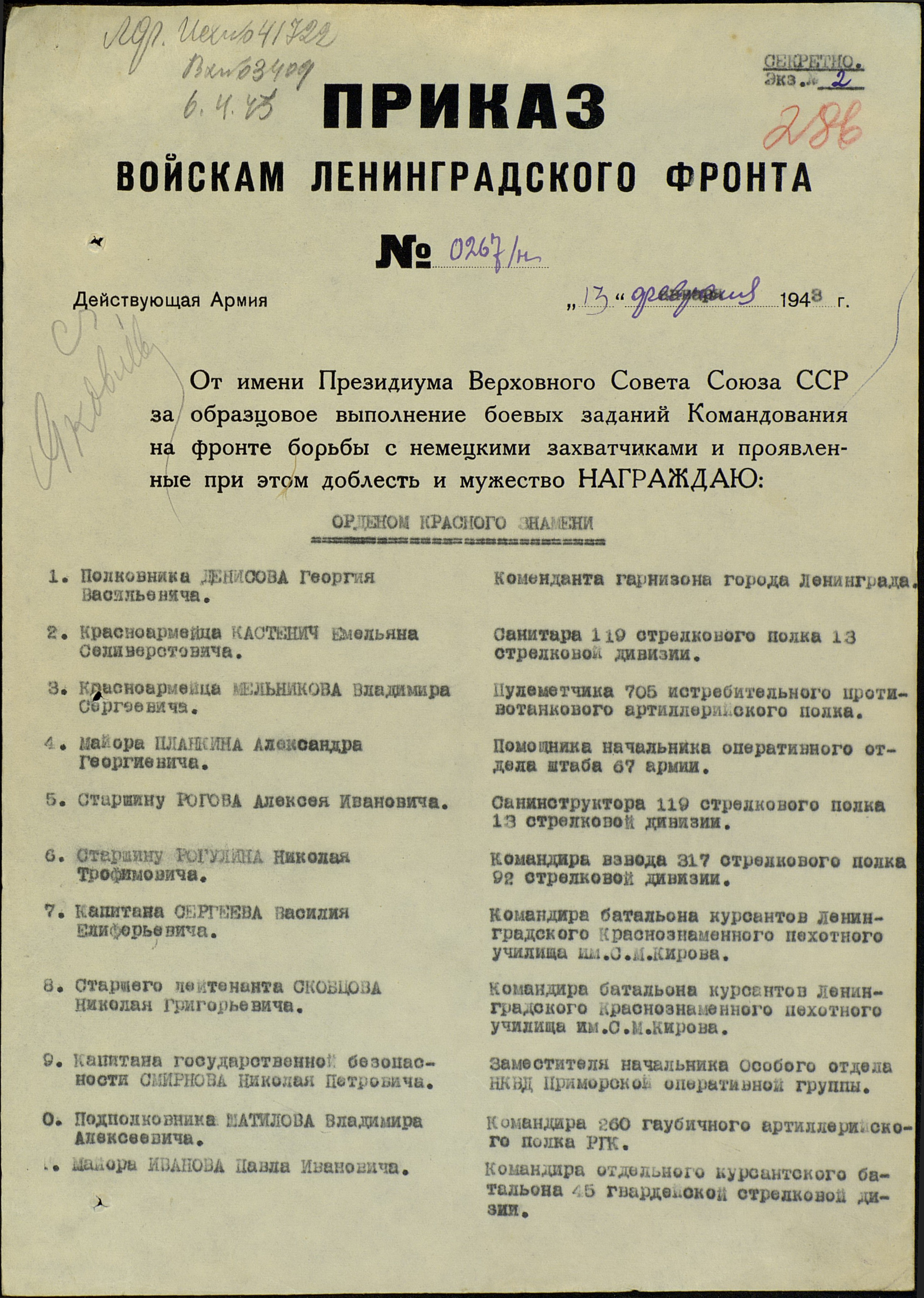
Приказ о награждении военного коменданта Ленинграда полковника Денисова Г. В.

В январе 1941 года, перед началом Великой Отечественной войны, в Красной Армии был введен в действие Устав гарнизонной службы. Он включил в себя:
- организацию караульной службы.
- порядок проведения воинских торжеств и другие вопросы, которых не было ранее в официальных документах.

С первых дней Великой Отечественной войны личный состав военной комендатуры был переведен на штат военного времени. На Управление были возложены следующие задачи:
- контроль над строительством и оборудованием бомбо- и газоубежищ
- борьба с распространителями ложных и провокационных слухов среди населения
- организация охраны военных объектов, заводов и фабрик
- ликвидация диверсионных групп и авиадесантов

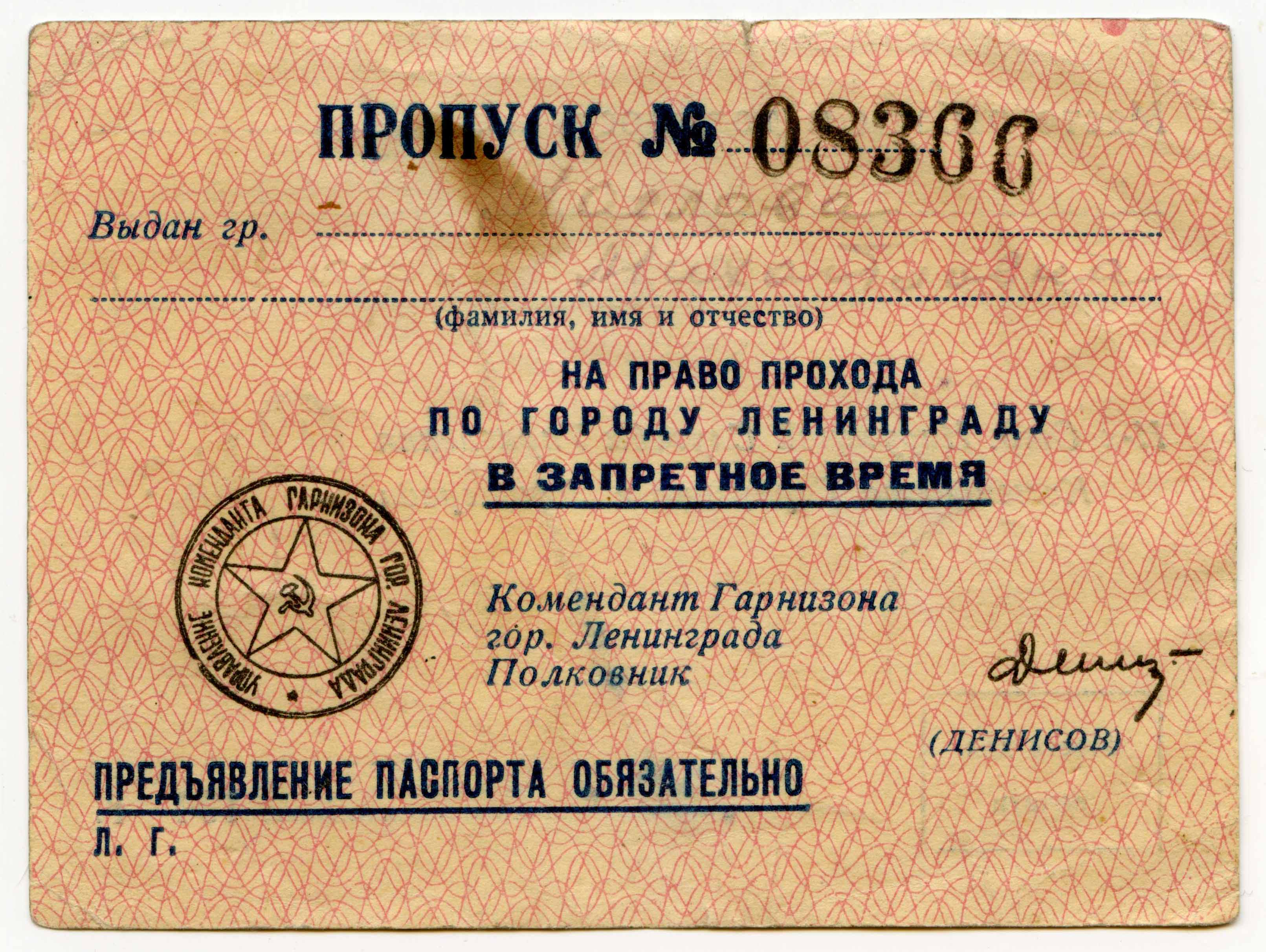
Пропуск в блокадном Ленинграде

В связи с крайне тяжёлым положением, сложившимся на подступах к городу, в августе 1941 года было принято решение об эвакуации населения города Ленинграда. Эта задача была возложена на личный состав комендатуры. Военная обстановка требовала решительных мер. В городе, находившемся в блокаде, был организован строгий режим среди населения. Действительны были только пропуска, выданные комендатурой города, которая отвечала за соблюдение порядка в Ленинграде. В распоряжение комендатуры были переданы все войска внутренней охраны НКВД, милиция и добровольческие рабочие отряды. Провокаторов и агентов врага, призывающих к нарушению порядка, предписывалось расстреливать на месте. В это трудное время военной комендатуре было поручено вести строгий контроль над водоснабжением госпиталей, воинских частей и учреждений гарнизона, санитарным состоянием военных городков, а также за организацией похорон погибших красноармейцев и жителей блокадного города. Патрульно-постовая служба действовала круглосуточно, это позволило поддерживать надлежащий порядок и охрану в блокадном Ленинграде.

В этот период военным комендантом города являлся генерал-майор Георгий Васильевич Денисов (1939—1948), назначенный на эту должность ещё в звании майора. Во многом благодаря его труду и труду офицеров комендатуры в блокадном Ленинграде удалось сохранить порядок.

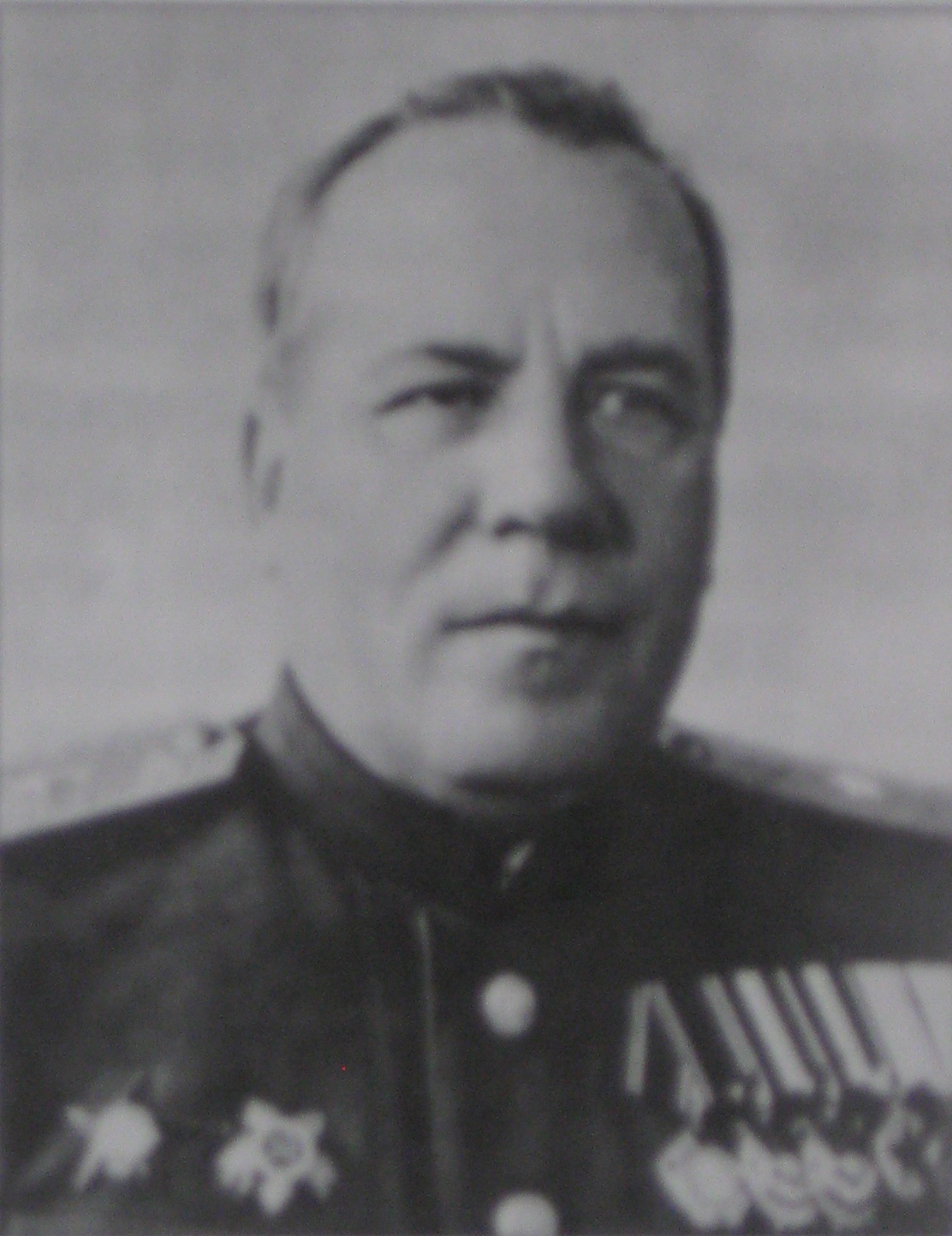
Военный комендант Ленинграда генерал-майор Денисов Г. В.

### Послевоенный этап
После окончания войны офицеры военной комендатуры основное внимание уделяли поддержанию воинской дисциплины и твердого уставного порядка среди военнослужащих воинских частей, академий и училищ которых в то время в гарнизоне было огромное количество. Военной комендатурой осуществлялся контроль над деятельностью воинских частей, переводимых с военного на мирный режим жизнедеятельности. Организовывались и проводились парады войск, а также иные мероприятия с участием войск гарнизона.
Большое внимание уделялось поддержанию порядка и дисциплины среди военнослужащих, в том числе и демобилизованных, а также среди офицеров. В связи с тем, что офицеры имели личное оружие, вопрос поддержания дисциплины стоял остро.
В послевоенные годы военная комендатура осуществляла:
- организацию и несение караульной службы
- патрулирование силами гарнизонных патрулей, в состав которых ежедневно входило более 300 человек
- отдание воинских почестей при погребении военнослужащих
- встреча иностранных делегаций
- поддержание порядка и дисциплины среди военнослужащих гарнизона
- учёт военнослужащих, временно находящихся в гарнизоне

## Современный период
В постсоветский период истории военной комендатуры Санкт-Петербурга основным документом, организующим её деятельность, являлся Устав гарнизонной и караульной служб 1993 года.
Офицерами комендатуры выполняются задачи по поддержанию воинской дисциплины среди военнослужащих гарнизона, розыск и задержание военнослужащих самовольно оставивших место службы, содержание военнослужащих на гарнизонной гауптвахте, организация и проведения мероприятий гарнизонного и городского масштаба, таких как Парад на Дворцовой площади в ознаменование Победы в Великой Отечественной войне.
Согласно Уставу гарнизонной и караульной служб в военное время военная комендатура города должна будет обеспечить перевод войск гарнизона с мирного на военное положение.
Указом Президента Российской Федерации от 10 ноября 2007 года № 1495 введен в действие новый Устав гарнизонной и караульной служб Вооруженных Сил Российской Федерации, в который Указом Президента Российской Федерации от 29 июля 2011 года № 1039 внесены существенные изменения и он получил новое наименование — Устав гарнизонной, комендантской и караульной служб Вооруженных Сил Российской Федерации.
Таким образом, в современный период времени согласно последним изменениям на военную комендатуру Санкт-Петербурга возложена задача по организации комендантской службы.
Комендатура обеспечивает поддержание воинской дисциплины. Личный состав военной комендатуры решает задачи во взаимодействии со структурными подразделениями других силовых ведомств. Под руководством комендатуры офицеры гарнизона несут патрульную службу в центре города и в остальных его районах.
Другой задачей военной комендатуры является выполнение гарнизонных мероприятий совместно с органами военного, государственного и муниципального управления различных уровней, таких, как военные парады на Дворцовой площади, мемориальные мероприятия в памятные дни, возложение венков к Вечному огню на Пискаревском мемориальном кладбище, отдание воинских почестей, содержание воинских мемориалов, городские празднества, открытие памятников, фестивали военных духовых оркестров, встречи иностранных гостей, делегаций и международные форумы.
Ежегодно в городе проводятся свыше 150 мероприятий с привлечением офицеров военной комендатуры и военнослужащих роты почетного караула, наиболее значимые из которых обеспечение встреч военно-политического руководства страны, губернатора Санкт-Петербурга с главами и правительственными делегациями иностранных государств, подготовка и проведение военного парада войск Санкт-Петербургского гарнизона в ознаменование Победы в Великой Отечественной войне, в праздничных мероприятиях, участие в государственных, городских и многих других мероприятиях.
Совместно с Музеем истории Санкт-Петербурга, при поддержке губернатора и правительства города с 2008 года возрождена традиция торжественного развода почетного караула в Петропавловской крепости: каждую субботу одетые в парадную форму караульные после выстрела из пушки демонстрируют строевые приёмы с оружием.

## Гарнизонная гауптвахта Санкт-Петербурга
В составе комендатуры со дня её дислокации на улице Садовой в доме № 3 существует гарнизонная гауптвахта.
Первая гауптвахта в Петербурге была построена в 1707 году на южном берегу главного канала Петропавловской крепости, неподалёку от дома коменданта. Небольшое деревянное здание прослужило всего 30 лет, на его месте сейчас находится Комендантский дом.
Позднее немного дальше от Петропавловского собора возвели новую обер-офицерскую каменную гауптвахту, которую перестраивали уже в 1907—1908 годах. Это помещение предназначалось для караула, а также для содержания под арестом офицеров гарнизона крепости. Пока город и гарнизон были совсем небольшими, одной гауптвахты было вполне достаточно. По мере роста столицы в Петербург прибывали всё новые и новые полки. Гвардейцы отвечали за спокойствие в том районе, где находились их казармы. Особенно много хлопот возникало в самых людных местах — на площадях, на рынках и возле государственных учреждений. Именно там в первую очередь возводились небольшие караульные помещения, где зачастую содержались и «гражданские» — мошенники, мелкие воришки и просто подвыпивший люд. Строили гауптвахты и на выездах из Петербурга, к тому же в каждом полку обязательно была своя гауптвахта для провинившихся гвардейцев. Всего гауптвахт в городе насчитывалось свыше двадцати. Основными считались те, что располагались в Зимнем дворце, в здании Сената, в Государственном банке и при Арсенале. Например, арестованных офицеров-декабристов привозили сначала на гауптвахту Зимнего дворца или гауптвахту Главного штаба и только потом некоторых доставляли в Петропавловскую крепость. Постепенно к концу XVIII века термин «гауптвахта» перестали использовать как название караула, а позже и как название караульного помещения. Сейчас он употребляется только для именования военных тюрем.
Кроме Лермонтова М. Ю., одним из видных исторических личностей на санкт-петербургской гауптвахте также содержался легендарный летчик Валерий Чкалов за его пролёт под опорами Троицкого моста.

## Военные коменданты Санкт-Петербурга
| - генерал-майор граф Аракчеев А. А. (1796—1798) - генерал-лейтенант князь Долгоруков С. Н. (1798—1803) - генерал от инфантерии Башуцкий П. Я. (1803—1833) - генерал-лейтенант Мартынов П. П. (1833—1838) - генерал-лейтенант Захаржевский Г. А. (1838—1845) - генерал-лейтенант Шульгин Д. И. (1846—1847) - генерал-лейтенант барон Зальца В. И. (1847—1856) - генерал-лейтенант барон Зальц-2 Н. А. (1856—1862) - генерал Крылов С. С. (1862—1867) - генерал Анненков И. В. (1867—1879) - генерал-лейтенант Самсонов Г. П. (1879—1882) - генерал-лейтенант Адельсон Н. O. (1882—1901) - генерал Крылов Н. С. (1901—1907) - генерал Троицкий В. И. (1907—1914) - генерал Николенко Н. М. (1914—1917) - комендант Клявс-Клявин А. Я. (1917—1920) - комендант Ананьин А. П. (1920—1921) | - комендант Стрижак Н. О. (07.1921—07.1921) - комендант Иванов В. Г. (07.1921—10.1921) - командир РККА Фёдоров В. Ф. (1921—1935) - комбриг Пугачевский П. О. (1935—1937) - комбриг Мельник К. С. (1937—1938) - генерал-майор Денисов Г. В. (1939—1948) - генерал-майор Парамзин В. К. (1948—1952) - генерал-майор Сухоребров Н. З. (1952—1957) - полковник Филиппов Е. М. (1957—1963) - полковник Скомаровский Д. И. (1963—1965) - генерал-майор Панченко М. В. (1965—1981) - генерал-майор Грязин С. М. (1981—1988) - генерал-майор Волков Г. А. (1988—1997) - генерал-майор Галкин А. А. (1997—2006) - полковник Мукосеев И. Н. (2006—2010) - полковник Ермошов В. А. (2012—2018) - полковник Волков Р. Ш. (2018—н.в.) |